# Fűbagoly
A fűbagoly (Epilecta linogrisea)  a rovarok (Insecta) osztályának a lepkék (Lepidoptera) rendjéhez, ezen belül a bagolylepkefélék (Noctuidae) családjához tartozó faj.

## Elterjedése
Közép- és Dél-Európában elterjedt, továbbá Északnyugat - Afrikában és Nyugat-Ázsiában , de hiányzik a magasabb hegyekben. A meleg, száraz helyeket kedveli.

## Megjelenése
- lepke: szárnyfesztávolsága: 32–40 mm, az első szárnyak ezüstszürke vagy zöldesszürke alapszínűek, részben ibolyaszürkés árnyalattal, általában ezüstfehéres foltokkal, vörösesbarna külső sávokkal. Ez a faj ebben különbözik a hasonló fajoktól, amelyek kevésbé színesek. A hátsó szárnyak sárgák sötétbarna külső szegéllyel.
- pete:  fehéressárga gömb alakú erős hosszanti bordákkal
- hernyó: vörösesbarna színű, fehér oldalvonallal.
- báb:  karcsú, fényes barna

## Életmódja
- nemzedék: egy nemzedéke van egy évben, júliustól szeptemberig rajzik.
- hernyók tápnövényei:  különböző fűfélék

## Fordítás
- Ez a szócikk részben vagy egészben  a   Silbergraue Bandeule című német Wikipédia-szócikk fordításán alapul.  Az eredeti cikk szerkesztőit annak laptörténete sorolja fel. Ez a jelzés csupán a megfogalmazás eredetét és a szerzői jogokat jelzi, nem szolgál a cikkben szereplő információk forrásmegjelöléseként.